# Hypodoryctes symphonia
Hypodoryctes symphonia är en stekelart som beskrevs av Sergey A. Belokobylskij 2004. Hypodoryctes symphonia ingår i släktet Hypodoryctes och familjen bracksteklar. Inga underarter finns listade i Catalogue of Life.